# Escuela poética sevillana
Se denomina Escuela Poética Sevillana a un grupo de escritores neoclásicos de fines del siglo XVIII y comienzos del XIX.

## Historia
Sobre las cenizas de la tertulia del ilustrado Pablo de Olavide en el Alcázar de Sevilla, se formaron algunas tertulias y academias como la Academia Horaciana, que se reunía en casa del marqués de Gandul entre 1788 y fines de 1791 a la que asiduamente asistían poetas como Arjona y Matute; pero en 1791 Arjona tiene que marchar a Osuna y la academia se disuelve.
En 1794 Sotelo, Rector del Colegio de Santa María Jesús, y Arjona, colegial del mismo, crean la Academia de Historia Eclesiástica. Un año antes, el 9 de mayo de 1793, se funda la Academia Particular de Letras Humanas de Sevilla. Retorna entonces en 1792 Arjona desde Osuna, donde ha fundado la Academia de Silé, y refunda la Academia en una tertulia de su habitación del Colegio de Santa María de Jesús el 10 de
mayo de 1793. Reinoso y Roldan son los convocantes y este último su primer presidente. Al año
siguiente ingresan Blanco, Lista y Vácquer. Su lema es "Para ser buen poeta no es suficiente el
buen gusto sin el genio" y su objetivo es difundir el buen gusto y los principios de la verdad en la literatura. Publicaban habitualmente en el periódico quincenal Correo Literario y Económico de Sevilla (1803- 1808) y en el Semanario Patriótico en su etapa sevillana (del 1 de diciembre de 1808 al 31 de agosto de 1809), dirigido entonces por Isidoro de Antillón y Blanco; El Espectador Sevillano dirigido por Alberto Lista (del 2 de octubre de 1809 al 29 de enero de 1810), de signo liberal y La Sevilla Libre, fundado por López Cepero en 1812 tras el abandono de la ciudad por los invasores franceses. Se reunían en las redacciones de estos periódicos y en la Real Academia de Buenas Letras y la Sociedad Económica de Amigos del País de dicha ciudad. El juez de los poemas leídos por el grupo era Juan Pablo Forner, a la sazón fiscal de la Audiencia de Sevilla; el grupo recibió las críticas del gran traductor de los Salmos, Tomás González Carvajal, más afín al modelo luisiano y salmantino que al de Herrera y Sevilla.

## Nómina
Este grupo generacional o constelación de autores de 1808 está integrado fundamentalmente por trece nombres, siendo la diferencia de edad entre el mayor y el menor de catorce años. He aquí los integrantes: Justino Matute y Gaviria (Sevilla, 1764 - 1830), Joaquín María Sotelo (Almería, 1766 - Sevilla, 1831), José Marchena y Ruiz de Cueto (Utrera, Sevilla, 1768-Madrid, 1821), Manuel María del Mármol (Sevilla, 1769 - 1840), Francisco de Paula López de Castro (Sevilla, 1771-1827), Manuel María Arjona (Osuna, Sevilla, 1771 - Madrid, 1820), José María Roldán (Sevilla, 1771 - 1828), Félix José Reinoso (Sevilla, 1772 - Madrid, 1841), Eduardo Vácquer (Cádiz, 1772 - Sevilla, 1804), José María Blanco White (Sevilla, 1775 - Liverpool, 1841), Alberto Lista (Sevilla, 1775 - 1848), Francisco de Paula Núñez y Díaz (Sevilla, 1776 - 1832) y Manuel López Cepero (Jerez de la Frontera, Cádiz, 1778 - Sevilla, 1758). A estos trece deben sumárseles dos epígonos: Fernando Blanco (Sevilla, 1786 - 1849), hermano de Blanco White, y Félix María Hidalgo (San Fernando, Cádiz, 1789 - Huelva, 1835), que, aunque menores de edad, participaron activamente con el grupo. También podrían incluirse en este grupo Santiago Key y José Manuel Vadillo, según Leopoldo Augusto de Cueto, así como Jacobo Vicente Navarro y José Álvarez Santullano.

## Características
Todos ellos comparten el ideal estético del Neoclasicismo y la ideología de la Ilustración, y por consiguiente recurren a la imitación de los autores clásicos del Renacimiento en el siglo XVI, en particular Garcilaso, Fernando de Herrera, Francisco de Rioja, Rodrigo Caro y fray Luis de León, o de los menos barrocos del siglo XVII, como Lope de Vega, Esteban Manuel de Villegas y Bernardino de Rebolledo. Recurren a géneros típicos del XVIII como la literatura pastoril, la égloga, la anacreóntica, la fábula, el epigrama, la sátira moral, el poema cívico etcétera. Algunos sin embargo van más allá y se muestran ya en algunas obras Prerrománticos, como Alberto Lista, José María Blanco White y José Marchena. Cuando estalla la Guerra de la Independencia unos se muestran afrancesados (Reinoso, Marchena, Lista). y otros patriotas y liberales, como Blanco White, quien se convierte al Protestantismo, cuelga la sotana de sacerdote y se autoexilia al Reino Unido.